# Вайнтрауб, Лев Акимович
Лев Акимович Вайнтрауб (15 апреля 1912 года, Бердичев — 8 марта 1985 года, Киев) — украинский советский пианист, музыкальный педагог, профессор Киевской консерватории. Изобретатель в области фортепианной механики.

## Биография
Родился 15 апреля 1912 года в Бердичеве в семье служащего. Получил домашнее начальное образование. В 13 лет поступил в Киевскую консерваторию (ныне Национальная музыкальная академия Украины имени П. И. Чайковского), которую окончил в 1929 году по классу фортепиано К. Н. Михайлова.
В 1934—1936 годах учился в аспирантуре при Киевской и Московской консерваториях (руководители К. Н. Михайлов и К. Н. Игумнов). С 1936 по 1985 год преподавал в Киевской консерватории (с 1941 года — доцент, с 1963 года — профессор, в 1963—1965 и 1976—1980 годах — заведующий кафедрой).
Кандидат искусствоведения (1969). Защитил кандидатскую диссертацию на тему «Новая фортепианная педаль и ее возможности».
Лауреат Второго Всесоюзного конкурса исполнителей (г. Ленинград, II премия), на котором получил в качестве приза рояль Блютнер («Blüthner»).
В 1934—1941 годах работал солистом Украинского гастрольбюро. За годы преподавания в консерватории воспитал более 70 учеников-пианистов. Среди них — В. Гончаренко, Юрий Кот , И. Зубенко, София Добржанская, Петр Пашков и др..

## Изобретения
- Устройство для передачи колебаний вибратора, например струнам музыкального инструмента — Авторское свидетельство № 43256 от 31 мая 1935.
- Клавишный музыкальный инструмент — Авторское свидетельство № 69891 от 17 мая 1947.
- Устройство для выборочного управления глушителями фортепиано — Авторское свидетельство № 93675 от 20 мая 1952
- Устройство для выборочного управления глушителями фортепиано — Авторское свидетельство № 220740 от 3 апреля 1968.

Изобретение выборочного управления глушителем был высоко оценено Д. Шостаковичем, который в письме от 20 июля 1952 писал:
Во время моего пребывания в Киеве мне удалось познакомиться с изобретением Л. А. Вайнтрауба. Изобретение заключается в том, что Л. А. Вайнтраубу удалось, путем простого приспособления, добиться того, что на рояле можно, не пользуясь правой педалью, задерживать отдельные звуки и целые аккорды. При этом пианист пользуется только двумя педалями, в отличие от некоторых инструментов Стенвей, где для этого добавлено третью педаль. На рояле Вайнтрауба можно задержать звуки басового регистра, не задерживая одновременно средних и верхних голосов. Изобретение Л. А. Вайнтрауба оставляет далеко позади систему Стенвей, каковой пользоваться трудно и непрактично. Кроме того, научиться пользоваться системой Вайнтрауба легко. Для этого следует попрактиковаться буквально 2-3 часа. Художественный эффект очень важен: исчезает грязь из произведений, в которых встречаются длительные органные пункты, при невозможности содержать такие, из-за занятости обеих рук, напр.: Органные прелюдии и фуги Баха, Ля-бемоль мажорная прелюдия Шопена, «Похоронное шествие» Ф. Листа, Соната си-бемоль минор Глазунова. Этот список можно продолжить до бесконечности. Кроме того, изобретение Л. А. Вайнтрауба открывает перспективы и для создания новых музыкальных произведений.